# Římskokatolická farnost Klíny
Římskokatolická farnost Klíny (lat. Göhren) je zaniklá církevní správní jednotka sdružující římské katolíky v Klínech a okolí. Organizačně spadala do krušnohorského vikariátu, který je jedním z deseti vikariátů litoměřické diecéze.

## Historie farnosti
Písemné doklady potvrzují, že farnost existovala již před rokem 1354. Matriky jsou v místě vedeny od roku 1784. V roce 1870 byla farnost kanonicky znovu obnovena.
Farnost existovala do 31. prosince 2012 jako součást litvínovského farního obvodu. Od 1. ledna 2013 zanikla sloučením do farnosti děkanství Litvínov.

### Duchovní správcové vedoucí farnost

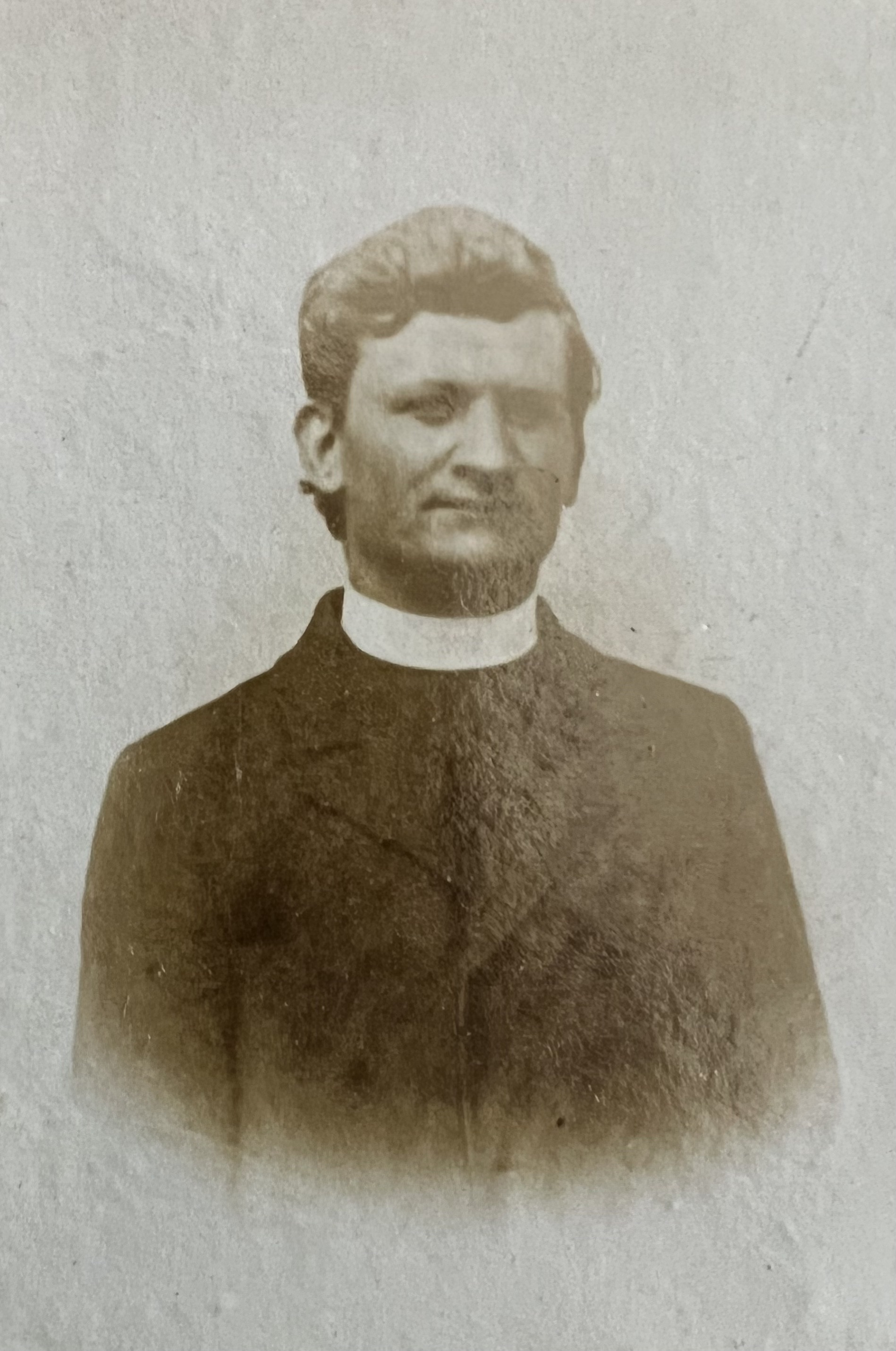
R.D. Josef Schober, farář v r. 1905

Začátek působnosti jmenovaného v duchovní správě farnosti od:
- 1870   proto- par. Franc. Schuldes n. 9. 4. 1825 Eidlitz, o. 25. 7. 1855, + 29. 8. 1899
- 1874   par. vacat, admin. int. Eduard. Milde
- 1875   Anton. Fliegl n. 18. 9. 1828 Leipa, o. 25. 7. 1853, + 3. 2. 1893
- 1881   Anton. Dlaske n. 20. 6. 1818 Bohem.- Dubens. o. 29. 7. 1841, + 15. 3. 1888
- 1885   Anton. Sekker n. 23. 12. 1851 Střischowitz, o. 14. 7. 1877, + 15. 3. 1931
- 1888   par. vacat, admin. int. Car. Funk
- 1889   Car. Funk n. 25. 3. 1850 Grasengrün., o. 15. 7. 1876
- 1890   Ignat. Muzika n. 4. 6. 1851 Pisecens., o. 20. 7. 1878, + 24. 3. 1925
- 1894   par. vacat, admin. int. Joann. Hrdý
- 1895   Joann. Hrdý n. 30. 10. 1865 Ostroměř. o. 25. 3. 1888
- 1900   par. vacat admin. interc. Franc. Elis
- 1901   Ferd. Beer n., 13. 10. 1869 Skyritz, o. 2. 7. 1893, + 15. 11. 1944
- 1904   Jos. Schober n. 3. 3. 1872 Budweis. o.  11. 7. 1896, + 21. 2. 1940
- 1907   Franc. Knotek n. 22. 11. 1868 Vrbno, o. 2. 7. 1903, + 21. 5. 1928
- 1916   par. vacat admin. interc. Alois Böing
- 1. 1.  1921   Alois. Böing n. 5. 5. 1880 Borkenwirth, o. 13. 7. 1913, + 24. 6. 1965
- 1. 3.  1951  Oldřich Vinduška
- 1. 9. 1996 Marian Plonka
- 15. 3. 1997 Oldřich Vinduška, admin. exc. z Litvínova
- 1. 8. 2007 – 31. 12. 2012 Grzegorz Czerny, admin. exc. z Livínova[3]

Kromě kněží stojících v čele farnosti, působili ve farnosti v průběhu její historie i jiní kněží. Většinou pracovali jako farní vikáři, kaplani, katecheté, výpomocní duchovní aj.

## Území farnosti
Do farnosti náleželo území obcí:
- Klíny (Göhren)[p 2] s místními částmi Rašovem (Rascha)[p 2] a Sedlem (Zettel)[p 2]

## Římskokatolické sakrální stavby a místa kultu na území farnosti
| | Foto           | Stavba                          | Místo          | Bohoslužby     | Zeměpisné souřadnice             | Status               |                |
| Zaniklý kostel | Zaniklý kostel | Zaniklý kostel                  | Zaniklý kostel | Zaniklý kostel | Zaniklý kostel                   | Zaniklý kostel       | Zaniklý kostel |
| --- | -------------- | ------------------------------- | -------------- | -------------- | -------------------------------- | -------------------- | -------------- |
| 1. |                | Kostel sv. Antonína Paduánského | Klíny          | nelze sloužit  | 50°37′50″ s. š., 13°33′32″ v. d. | zbořený farní kostel |                |
| Některé drobné sakrální stavby a pamětihodnosti lze dohledat zde v databázi Drobné sakrální památky Zaniklé sakrální stavby lze dohledat zde v databázi Poškozené a zničené kostely, kaple a synagogy v České republice |                |                                 |                |                |                                  |                      |                |

Ve farnosti se mohou nacházet i další drobné sakrální stavby, místa římskokatolického kultu a pamětihodnosti, které neobsahuje tato tabulka.